# Zalutschia tatrica
Zalutschia tatrica är en tvåvingeart som först beskrevs av Félix Pagast 1935.  Zalutschia tatrica ingår i släktet Zalutschia och familjen fjädermyggor.
Artens utbredningsområde är Alaska. Arten är reproducerande i Sverige. Inga underarter finns listade i Catalogue of Life.